# 68. Kongress der Vereinigten Staaten
Der 68. Kongress der Vereinigten Staaten, bestehend aus dem Repräsentantenhaus und dem Senat, war die Legislative der Vereinigten Staaten. Seine Legislaturperiode dauerte vom 4. März 1923 bis zum 4. März 1925. Alle Abgeordneten des Repräsentantenhauses sowie ein Drittel der Senatoren (Klasse I) waren im November 1922 bzw. im September im Bundesstaat Maine bei den Kongresswahlen gewählt worden. Dabei ergab sich in beiden Kammern eine Mehrheit für die Republikanische Partei die mit Warren G. Harding bzw. Calvin Coolidge auch die Präsidenten stellte. Der Demokratischen Partei blieb nur die Rolle in der Opposition. Während der Legislaturperiode gab es einige Rücktritte und Todesfälle, die aber an den Mehrheitsverhältnissen nichts änderten. Der Kongress tagte in der amerikanischen Bundeshauptstadt Washington, D.C. Die Vereinigten Staaten bestanden damals aus 48 Bundesstaaten. Die Sitzverteilung im Repräsentantenhaus basierte auf der Volkszählung von 1910. (Wegen fehlender politischer Mehrheiten wurde die eigentliche Anpassung nach den Zahlen der Volkszählung von 1920 nicht vorgenommen. Die nächste Anpassung erfolgte erst im Jahr 1933 mit den Daten der Volkszählung von 1930).

## Wichtige Ereignisse
Am vierten März 1923 begann die Legislaturperiode des 68. Kongresses. Der bisherige Speaker des Repräsentantenhauses Frederick H. Gillett wurde im neunten Wahlgang im Amt bestätigt. Nach dem Tod von Präsident Harding am zweiten August 1923 rückte der bisherige Vizepräsident Calvin Coolidge in das höchste Staatsamt der Vereinigten Staaten auf. Das Luftschiff USS Shenandoah, das von der United States Navy betrieben wurde, machte am vierten September 1923 seinen Jungfernflug. Drei Tage später wurde auf einer Polizeikonferenz in Wien die Interpol gegründet.
J. Edgar Hoover wurde am zehnten Mai 1924 zum Direktor des FBI berufen, das damals noch den Namen Buero of Investigations (BI) trug. Mit Nellie Tayloe Ross wurde am vierten November 1924 erstmals in der US-amerikanischen Geschichte eine Frau in das Amt des Gouverneurs gewählt. Sie übte das Amt im Staat Wyoming aus. Am selben Tag wurde Präsident Coolidge bei den Wahlen in seinem Amt bestätigt. Bei den parallel stattfinden Kongresswahlen verteidigten die Republikaner ihre Mehrheit in beiden Kammern. In New York City fand am 27. November 1924 erstmals die Macy’s Thanksgiving Day Parade statt. Damals hieß die Veranstaltung noch Macy’s Christmas Day Parade.

## Die wichtigsten Gesetze
In den Sitzungsperioden des 68. Kongresses wurden unter anderem folgende Bundesgesetze verabschiedet (siehe auch: Gesetzgebungsverfahren):
Am 22. September 1923 wurde der U.S. Coal Commission Act verabschiedet. 1924 folgten der Seed and Feed Loan Act (26. April), der World War Adjusted Compensation Act (19. Mai), der Rogers Act (24. Mai), der Immigration Act of 1924 (26. Mai) und der Indian Oil Leasing Act of 1924 (29. Mai).
Dazu kamen der Indian Citizenship Act und der Revenue Act of 1924 (beide vom 2. Juni 1924), der am 03. Juni verabschiedete Inland Waterways Act of 1924, sowie der Pueblo Lands Act of 1924, der Oil Pollution Act of 1924 und der Clarke–McNary Act (alle am 7. Juni 1924 verabschiedet).
Im Jahr 1925 wurden die Hoch–Smith Resolution (30. Januar), der Special Duties Act (31. Januar), der Airmail Act of 1925 (02. Februar), Federal Arbitration Act (12. Februar), der Home Port Act of 1925 (16. Februar), der Purnell Act (24. Februar) und der Temple Act (27. Februar), sowie die Classification Act of 1925 und Federal Corrupt Practices Act (28. Februar) verabschiedet.
Im März 1925 folgten der am zweiten März 1925 verabschiedete Judiciary Act of 1925, der River and Harbors Act of 1925, der Helium Act of 1925 und der Mount Rushmore National Memorial Act (siehe auch: Mount Rushmore National Memorial), die am 3. März 1925 verabschiedet wurden, sowie der Establishment of the United States Navy Band (Gründung der ersten Marine Band der Vereinigten Staaten) und der Probation Act of 1925 (vom 4. März).

## Zusammensetzung nach Parteien

### Senat
- Demokratische Partei: 42
- Republikanische Partei: 53 (Mehrheit)
- Sonstige: 1

Gesamt: 96

### Repräsentantenhaus
- Demokratische Partei: 207
- Republikanische Partei: 225 (Mehrheit)
- Sonstige: 3

Gesamt: 435
Außerdem gab es noch fünf nicht stimmberechtigte Kongressdelegierte.

## Amtsträger

### Senat
- Präsident des Senats: Calvin Coolidge (R) bis zum 2. August 1923, danach vakant
- Präsident pro tempore: Albert B. Cummins (R)

#### Führung der Mehrheitspartei
- Mehrheitsführer: Henry Cabot Lodge senior (R) bis 9. November 1924, dann Charles Curtis (R)
- Mehrheitswhip: Wesley Livsey Jones (R)

#### Führung der Minderheitspartei
- Minderheitsführer: Joseph Taylor Robinson (D)
- Minderheitswhip: Peter G. Gerry (D)

### Repräsentantenhaus
- Sprecher des Repräsentantenhauses: Frederick H. Gillett (R)

#### Führung der Mehrheitspartei
- Mehrheitsführer: Nicholas Longworth (R)

#### Führung der Minderheitspartei
- Minderheitsführer: Finis J. Garrett (D)

## Senatsmitglieder
Im 68. Kongress vertraten folgende Senatoren ihre jeweiligen Bundesstaaten:
| Alabama - 2. James Thomas Heflin (D) - 3. Oscar Underwood (D) Arizona - 1. Henry F. Ashurst (D) - 3. Ralph H. Cameron (R) Arkansas - 2. Joseph Taylor Robinson (D) - 3. Thaddeus H. Caraway (D) Kalifornien - 1. Hiram Johnson (R) - 3. Samuel M. Shortridge (R) Colorado - 2. Lawrence C. Phipps (R) - 3. Samuel D. Nicholson (R) bis zum 24. März 1923 - Alva B. Adams (D) ab dem 17. Mai 1923 bis zum 30. November 1924 - Rice W. Means (R) ab dem 1. Dezember 1924 Connecticut - 1. George P. McLean (R) - 3. Frank B. Brandegee (R) bis zum 14. Oktober 1924 - Hiram Bingham (R) ab dem 17. Dezember 1924 Delaware - 1. Thomas F. Bayard Jr. (D) - 2. L. Heisler Ball (R) Florida - 1. Park Trammell (D) - 3. Duncan U. Fletcher (D) Georgia - 2. William J. Harris (D) - 3. Walter F. George (D) Idaho - 2. William Borah (R) - 3. Frank Gooding (R) Illinois - 2. Joseph Medill McCormick (R) bis zum 25. Februar 1925 - Charles S. Deneen (R) ab dem 26. Februar 1925 - 3. William B. McKinley (R) Indiana - 1. Samuel Ralston (D) - 3. James Eli Watson (R) Iowa - 2. Smith W. Brookhart (R) - 3. Albert B. Cummins (R) Kansas - 2. Arthur Capper (R) - 3. Charles Curtis (R) Kentucky - 2. Augustus Owsley Stanley (D) - 3. Richard P. Ernst (R) Louisiana - 2. Joseph E. Ransdell (D) - 3. Edwin S. Broussard (D) Maine - 1. Frederick Hale (R) - 2. Bert M. Fernald (R) Maryland - 1. William Cabell Bruce (D) - 3. Ovington Weller (R) Massachusetts - 1. Henry Cabot Lodge (R) bis zum 9. November 1924 - William M. Butler (R) ab dem 13. November 1924 - 2. David I. Walsh (D) Michigan - 1. Woodbridge Nathan Ferris (D) - 2. James J. Couzens (R) Minnesota - 1. Henrik Shipstead (Farmer Labor Party) - 2. Knute Nelson (R) bis zum 28. April 1923 - Magnus Johnson (Farmer Labor Party) ab dem 16. Juli 1923 Mississippi - 1. Hubert D. Stephens (D) - 2. Pat Harrison (D) Missouri - 1. James A. Reed (D) - 3. Selden P. Spencer (R) Montana - 1. Burton K. Wheeler (D) - 2. Thomas J. Walsh (D) | Nebraska - 1. Robert B. Howell (R) - 2. George W. Norris (R) Nevada - 1. Key Pittman (D) - 3. Tasker Oddie (R) New Hampshire - 2. Henry W. Keyes (R) - 3. George H. Moses (R) New Jersey - 1. Edward I. Edwards (D) - 2. Walter Evans Edge (R) New Mexico - 1. Andrieus A. Jones (D) - 2. Holm O. Bursum (R) New York - 1. Royal S. Copeland (D) - 3. James W. Wadsworth Jr. (R) North Carolina - 2. Furnifold McLendel Simmons (D) - 3. Lee Slater Overman (D) North Dakota - 1. Lynn Frazier (R) - 3. Edwin F. Ladd (R) Ohio - 1. Simeon D. Fess (R) - 3. Frank B. Willis (R) Oklahoma - 2. Robert Latham Owen (D) - 3. John W. Harreld (R) Oregon - 2. Charles L. McNary (R) - 3. Robert N. Stanfield (R) Pennsylvania - 1. David A. Reed (R) - 3. George W. Pepper (R) Rhode Island - 1. Peter G. Gerry (D) - 2. LeBaron Bradford Colt (R) bis zum 18. August 1924 - Jesse H. Metcalf (R) ab dem 5. November 1924 South Carolina - 2. Nathaniel B. Dial (D) - 3. Ellison D. Smith (D) South Dakota - 2. Thomas Sterling (R) - 3. Peter Norbeck (R) Tennessee - 1. Kenneth McKellar (D) - 2. John K. Shields (D) Texas - 1. Earle Bradford Mayfield (D) - 2. Morris Sheppard (D) Utah - 1. William H. King (D) - 3. Reed Smoot (R) Vermont - 1. Frank L. Greene (R) - 3. William P. Dillingham (R) bis zum 12. Juli 1923 - Porter H. Dale (R) ab dem 7. November 1923 Virginia - 1. Claude A. Swanson (D) - 2. Carter Glass (D) Washington - 1. Clarence Dill (D) - 3. Wesley Livsey Jones (R) West Virginia - 1. Matthew M. Neely (D) - 2. Davis Elkins (R) Wisconsin - 1. Robert La Follette Sr. (R) - 3. Irvine Lenroot (R) Wyoming - 1. John B. Kendrick (D) - 2. Francis E. Warren (R) |

## Mitglieder des Repräsentantenhauses
Folgende Kongressabgeordnete vertraten im 68. Kongress die Interessen ihrer jeweiligen Bundesstaaten:
| Alabama 10 Wahlbezirke - 1. John McDuffie (D) - 2. John R. Tyson (D) bis zum 27. März 1923 - J. Lister Hill (D) ab dem 14. August 1923 - 3. Henry B. Steagall (D) - 4. Lamar Jeffers (D) - 5. William B. Bowling (D) - 6. William Bacon Oliver (D) - 7. Miles C. Allgood (D) - 8. Edward B. Almon (D) - 9. George Huddleston (D) - 10. William B. Bankhead (D) Arizona Staatsweite Wahl - Carl Hayden (D) Arkansas 7 Wahlbezirke. - 1. William J. Driver (D) - 2. William Allan Oldfield (D) - 3. John N. Tillman (D) - 4. Otis Wingo (D) - 5. Heartsill Ragon (D) - 6. Lewis E. Sawyer (D) bis zum 5. Mai 1923 - James B. Reed (D) ab dem 6. Oktober 1923 - 7. Tilman Bacon Parks (D) Kalifornien 11 Wahlbezirke. - 1. Clarence F. Lea (D) - 2. John E. Raker (D) - 3. Charles F. Curry (R) - 4. Julius Kahn (R) bis zum 18. Dezember 1924, danach blieb der Sitz vakant - 5. Mae Nolan (R) - 6. James H. MacLafferty (R) - 7. Henry E. Barbour (R) - 8. Arthur M. Free (R) - 9. Walter F. Lineberger (R) - 10. John D. Fredericks (R) ab dem 1. Mai 1923 - 11. Phil Swing (R) Colorado 4 Wahlbezirke - 1. William N. Vaile (R) - 2. Charles B. Timberlake (R) - 3. Guy U. Hardy (R) - 4. Edward T. Taylor (D) Connecticut 5 Wahlbezirke - 1. E. Hart Fenn (R) - 2. Richard P. Freeman (R) - 3. John Q. Tilson (R) - 4. Schuyler Merritt (R) - 5. Patrick B. O’Sullivan (D) Delaware Staatsweite Wahl - William H. Boyce (D) Florida 4 Wahlbezirke - 1. Herbert J. Drane (D) - 2. Frank Clark (D) - 3. John H. Smithwick (D) - 4. William J. Sears (D) Georgia 12 Wahlbezirke - 1. Robert Lee Moore (D) - 2. Frank Park (D) - 3. Charles R. Crisp (D) - 4. William C. Wright (D) - 5. William D. Upshaw (D) - 6. James W. Wise (D) - 7. Gordon Lee (D) - 8. Charles Hillyer Brand (D) - 9. Thomas Montgomery Bell (D) - 10. Carl Vinson (D) - 11. William Chester Lankford (D) - 12. William Washington Larsen (D) Idaho 2 Wahlbezirke - 1. Burton L. French (R) - 2. Addison T. Smith (R) Illinois 25 Wahlbezirke. Außerdem wurden zwei Abgeordnete staatsweit gewählt - 1. Martin B. Madden (R) - 2. Morton D. Hull (R) ab dem 3. April 1923 - 3. Elliott W. Sproul (R) - 4. John W. Rainey (D) bis zum 4. Mai 1923 - Thomas A. Doyle (D) ab dem 6. November 1923 - 5. Adolph J. Sabath (D) - 6. James R. Buckley (D) - 7. M. Alfred Michaelson (R) - 8. Stanley H. Kunz (D) - 9. Frederick A. Britten (R) - 10. Carl R. Chindblom (R) - 11. Frank R. Reid (R) - 12. Charles Eugene Fuller (R) - 13. John C. McKenzie (R) - 14. William J. Graham (R) bis zum 7. Juni 1924, danach blieb der Sitz vakant - 15. Edward John King (R) - 16. William E. Hull (R) - 17. Frank H. Funk (R) - 18. William P. Holaday (R) - 19. Allen F. Moore (R) - 20. Henry T. Rainey (D) - 21. James Earl Major (D) - 22. Edward E. Miller (R) - 23. William W. Arnold (D) - 24. Thomas Sutler Williams (R) - 25. Edward E. Denison (R) - 26. Henry Riggs Rathbone (R) staatsweit gewählt - 27. Richard Yates (R) staatsweit gewählt Indiana 13 Wahlbezirke - 1. William E. Wilson (D) - 2. Arthur H. Greenwood (D) - 3. Frank Gardner (D) - 4. Harry C. Canfield (D) - 5. Everett Sanders (R) - 6. Richard N. Elliott (R) - 7. Merrill Moores (R) - 8. Albert Henry Vestal (R) - 9. Fred S. Purnell (R) - 10. William Robert Wood (R) - 11. Samuel E. Cook (D) - 12. Louis W. Fairfield (R) - 13. Andrew J. Hickey (R) Iowa 11 Wahlbezirke - 1. William F. Kopp (R) - 2. Harry E. Hull (R) - 3. Thomas J. B. Robinson (R) - 4. Gilbert N. Haugen (R) - 5. Cyrenus Cole (R) - 6. C. William Ramseyer (R) - 7. Cassius C. Dowell (R) - 8. Horace Mann Towner (R) bis zum 1. April 1923 - Hiram Kinsman Evans (R) ab dem 4. Juni 1923 - 9. William R. Green (R) - 10. Lester J. Dickinson (R) - 11. William D. Boies (R) Kansas 8 Wahlbezirke. - 1. Daniel Anthony Jr. (R) - 2. Edward C. Little (R) bis zum 27. Juni 1924 - Ulysses Samuel Guyer (R) ab dem 4. November 1924 - 3. William H. Sproul (R) - 4. Homer Hoch (R) - 5. James G. Strong (R) - 6. Hays B. White (R) - 7. Jasper N. Tincher (R) - 8. William Augustus Ayres (D) Kentucky 11 Wahlbezirke - 1. Alben W. Barkley (D) - 2. David Hayes Kincheloe (D) - 3. Robert Y. Thomas (D) - 4. Ben Johnson (D) - 5. Maurice Thatcher (R) - 6. Arthur B. Rouse (D) - 7. J. Campbell Cantrill (D) bis zum 2. September 1923 - Joseph W. Morris (D) ab dem 30. November 1923 - 8. Ralph Gilbert (D) - 9. William J. Fields (D) bis zum 11. Dezember 1923 - Fred M. Vinson (D) ab dem 24. Januar 1924 - 10. John W. Langley (R) - 11. John M. Robsion (R) Louisiana 8 Wahlbezirke - 1. James O’Connor (D) - 2. H. Garland Dupré (D) bis zum 21. Februar 1924 - James Z. Spearing (D) ab dem 22. April 1924 - 3. Whitmell P. Martin (D) - 4. John N. Sandlin (D) - 5. Riley J. Wilson (D) - 6. George K. Favrot (D) - 7. Ladislas Lazaro (D) - 8. James Benjamin Aswell (D) Maine 4 Wahlbezirke - 1. Carroll L. Beedy (R) - 2. Wallace H. White (R) - 3. John E. Nelson (R) - 4. Ira G. Hersey (R) Maryland 6 Wahlbezirke. - 1. Thomas Alan Goldsborough (D) - 2. Millard Tydings (D) - 3. John Hill (R) - 4. John Charles Linthicum (D) - 5. Sydney Emanuel Mudd II (R) bis zum 11. Okt. 1924 - Stephen Warfield Gambrill (D) ab dem 4. November 1924 - 6. Frederick Nicholas Zihlman (R) Massachusetts 16 Wahlbezirke - 1. Allen T. Treadway (R) - 2. Frederick H. Gillett (R) - 3. Calvin Paige (R) - 4. Samuel Winslow (R) - 5. John Jacob Rogers (R) - 6. Abram Andrew (R) - 7. William P. Connery (D) - 8. Frederick W. Dallinger (R) - 9. Charles L. Underhill (R) - 10. Peter Francis Tague (D) - 11. George H. Tinkham (R) - 12. James A. Gallivan (D) - 13. Robert Luce (R) - 14. Louis A. Frothingham (R) - 15. William S. Greene (R) bis zum 22. September 1924 - Robert M. Leach (R) ab dem 4. November 1924 - 16. Charles L. Gifford (R) Michigan 13 Wahlbezirke - 1. Robert H. Clancy (D) - 2. Earl C. Michener (R) - 3. John M. C. Smith (R) bis zum 30. März 1923 - Arthur B. Williams (R) ab dem 19. Juni 1923 - 4. John C. Ketcham (R) - 5. Carl E. Mapes (R) - 6. Grant M. Hudson (R) - 7. Louis C. Cramton (R) - 8. Bird J. Vincent (R) - 9. James C. McLaughlin (R) - 10. Roy O. Woodruff (R) - 11. Frank D. Scott (R) - 12. W. Frank James (R) - 13. Clarence J. McLeod (R) Minnesota 10. Wahlbezirke - 1. Sydney Anderson (R) - 2. Frank Clague (R) - 3. Charles Russell Davis (R) - 4. Oscar Keller (R) - 5. Walter Newton (R) - 6. Harold Knutson (R) - 7. Ole J. Kvale (Farmer Labor Party) - 8. Oscar Larson (R) - 9. Knud Wefald (Farmer Labor Party) - 10. Thomas David Schall (R) Mississippi 8 Wahlbezirke - 1. John E. Rankin (D) - 2. Bill G. Lowrey (D) - 3. Benjamin G. Humphreys II (D) bis zum 16. Oktober 1923 - William Y. Humphreys (D) ab dem 27. November 1923 - 4. T. Jeff Busby (D) - 5. Ross A. Collins (D) - 6. T. Webber Wilson (D) - 7. Percy Quin (D) - 8. James William Collier (D) Missouri 16 Wahlbezirke - 1. Milton A. Romjue (D) - 2. Ralph F. Lozier (D) - 3. Jacob L. Milligan (D) - 4. Charles L. Faust (R) - 5. Henry L. Jost (D) - 6. Clement C. Dickinson (D) - 7. Samuel C. Major (D) - 8. Sidney C. Roach (R) - 9. Clarence Cannon (D) - 10. Cleveland A. Newton (R) - 11. Harry B. Hawes (D) - 12. Leonidas C. Dyer (R) - 13. J. Scott Wolff (D) - 14. James F. Fulbright (D) - 15. Joe J. Manlove (R) - 16. Thomas L. Rubey (D) Montana 2 Wahlbezirke - 1. John M. Evans (D) - 2. Scott Leavitt (R) Nebraska 6 Wahlbezirke - 1. John H. Morehead (D) - 2. Willis G. Sears (R) - 3. Edgar Howard (D) - 4. Melvin O. McLaughlin (R) - 5. Ashton C. Shallenberger (D) - 6. Robert G. Simmons (R) | Nevada Staatsweite Wahl - Charles L. Richards (D) New Hampshire 2 Wahlbezirke - 1. William Nathaniel Rogers (D) - 2. Edward Hills Wason (R) New Jersey 12 Wahlbezirke - 1. Francis F. Patterson (R) - 2. Isaac Bacharach (R) - 3. Elmer H. Geran (D) - 4. Charles Browne (D) - 5. Ernest R. Ackerman (R) - 6. Randolph Perkins (R) - 7. George N. Seger (R) - 8. Frank Joseph McNulty (D) - 9. Daniel F. Minahan (D) - 10. Frederick R. Lehlbach (R) - 11. John J. Eagan (D) - 12. Charles F. X. O’Brien (D) New Mexico Staatsweite Wahl - John Morrow (D) New York 43 Wahlbezirke - 1. Robert L. Bacon (R) - 2. John J. Kindred (D) - 3. George W. Lindsay (D) - 4. Thomas H. Cullen (D) - 5. Loring M. Black (D) - 6. Charles I. Stengle (D) - 7. John Quayle (D) - 8. William E. Cleary (D) - 9. David J. O’Connell (D) - 10. Emanuel Celler (D) - 11. Daniel J. Riordan (D) bis zum 28. April 1923 - Anning Smith Prall (D) ab dem 6. November 1923 - 12. Samuel Dickstein (D) - 13. Christopher D. Sullivan (D) - 14. Nathan David Perlman (R) - 15. John J. Boylan (D) - 16. John J. O’Connor (D) ab dem 6. November 1923 - 17. Ogden L. Mills (R) - 18. John F. Carew (D) - 19. Sol Bloom (D) - 20. Fiorello LaGuardia (R) - 21. Royal Hurlburt Weller (D) - 22. Anthony J. Griffin (D) - 23. Frank Oliver (D) - 24. James V. Ganly (D) bis zum 7. September 1923 - Benjamin L. Fairchild (R) ab dem 6. November 1923 - 25. J. Mayhew Wainwright (R) - 26. Hamilton Fish III (R) - 27. Charles B. Ward (R) - 28. Parker Corning (D) - 29. James S. Parker (R) - 30. Frank Crowther (R) - 31. Bertrand Snell (R) - 32. Luther W. Mott (R) bis zum 10. Juli 1923 - Thaddeus C. Sweet (R) ab dem 6. November 1923 - 33. Homer P. Snyder (R) - 34. John D. Clarke (R) - 35. Walter W. Magee (R) - 36. John Taber (R) - 37. Gale H. Stalker (R) - 38. Meyer Jacobstein (D) - 39. Archie D. Sanders (R) - 40. S. Wallace Dempsey (R) - 41. Clarence MacGregor (R) - 42. James M. Mead (D) - 43. Daniel A. Reed (R) North Carolina 10 Wahlbezirke - 1. Hallett Sydney Ward (D) - 2. Claude Kitchin (D) bis zum 31. Mai 1923 - John H. Kerr (D) ab dem 6. November 1923 - 3. Charles Laban Abernethy (D) - 4. Edward W. Pou (D) - 5. Charles Manly Stedman (D) - 6. Homer L. Lyon (D) - 7. William C. Hammer (D) - 8. Robert L. Doughton (D) - 9. Alfred L. Bulwinkle (D) - 10. Zebulon Weaver (D) North Dakota 3 Wahlbezirke - 1. Olger B. Burtness (R) - 2. George M. Young (R) bis zum 2. September 1924 - John H. Kerr (R) ab dem 4. November 1924 - 3. James H. Sinclair (R) Ohio 22 Wahlbezirke - 1. Nicholas Longworth (R) - 2. Ambrose E. B. Stephens (R) - 3. Roy G. Fitzgerald (R) - 4. John L. Cable (R) - 5. Charles J. Thompson (R) - 6. Charles Cyrus Kearns (R) - 7. Charles Brand (R) - 8. R. Clint Cole (R) - 9. Isaac R. Sherwood (D) - 10. Israel M. Foster (R) - 11. Mell G. Underwood (D) - 12. John C. Speaks (R) - 13. James T. Begg (R) - 14. Martin Davey (D) - 15. C. Ellis Moore (R) - 16. John McSweeney (D) - 17. William Mitchell Morgan (R) - 18. B. Frank Murphy (R) - 19. John G. Cooper (R) - 20. Charles A. Mooney (D) - 21. Robert Crosser (D) - 22. Theodore E. Burton (R) Oklahoma 8 Wahlbezirke - 1. Everette B. Howard (D) - 2. William W. Hastings (D) - 3. Charles D. Carter (D) - 4. Thomas D. McKeown (D) - 5. Fletcher B. Swank (D) - 6. Elmer Thomas (D) - 7. James V. McClintic (D) - 8. Milton C. Garber (R) Oregon 3 Wahlbezirke - 1. Willis C. Hawley (R) - 2. Nicholas J. Sinnott (R) - 3. Elton Watkins (D) Pennsylvania 36 Wahlbezirke - 1. William Scott Vare (R) - 2. George Scott Graham (R) - 3. Harry C. Ransley (R) - 4. George W. Edmonds (R) - 5. James J. Connolly (R) - 6. George Austin Welsh (R) - 7. George P. Darrow (R) - 8. Thomas S. Butler (R) - 9. Henry Winfield Watson (R) - 10. William Walton Griest (R) - 11. Laurence Hawley Watres (R) - 12. John J. Casey (D) - 13. George F. Brumm (R) - 14. William Martin Croll (D) - 15. Louis Thomas McFadden (R) - 16. Edgar Raymond Kiess (R) - 17. Herbert Wesley Cummings (D) - 18. Edward M. Beers (R) - 19. Frank Crawford Sites (D) - 20. George M. Wertz (R) - 21. Jacob Banks Kurtz (R) - 22. Samuel Feiser Glatfelter (D) - 23. William Irvin Swoope (R) - 24. Samuel Austin Kendall (R) - 25. Henry Wilson Temple (R) - 26. Thomas Wharton Phillips (R) - 27. Nathan Leroy Strong (R) - 28. Harris Jacob Bixler (R) - 29. Milton William Shreve (R) - 30. Everett Kent (D) - 31. Adam Martin Wyant (R) - 32. Stephen Geyer Porter (R) - 33. Melville Clyde Kelly (R) - 34. John M. Morin (R) - 35. James McDevitt Magee (R) - 36. Guy Edgar Campbell (R) Rhode Island 3 Wahlbezirke - 1. Clark Burdick (R) - 2. Richard S. Aldrich (R) - 3. Jeremiah E. O’Connell (D) South Carolina 7 Wahlbezirke. - 1. W. Turner Logan (D) - 2. James F. Byrnes (D) - 3. Frederick H. Dominick (D) - 4. John J. McSwain (D) - 5. William F. Stevenson (D) - 6. Allard H. Gasque (D) - 7. Hampton P. Fulmer (D) South Dakota 3 Wahlbezirke - 1. Charles A. Christopherson (R) - 2. Royal C. Johnson (R) - 3. William Williamson (R) Tennessee 10 Wahlbezirke - 1. Brazilla Carroll Reece (R) - 2. J. Will Taylor (R) - 3. Sam D. McReynolds (D) - 4. Cordell Hull (D) - 5. Ewin L. Davis (D) - 6. Joseph W. Byrns (D) - 7. William Charles Salmon (D) - 8. Gordon Browning (D) - 9. Finis J. Garrett (D) - 10. Hubert Fisher (D) Texas 18 Wahlbezirke - 1. Eugene Black (D) - 2. John C. Box (D) - 3. Morgan G. Sanders (D) - 4. Sam Rayburn (D) - 5. Hatton W. Sumners (D) - 6. Luther Alexander Johnson (D) - 7. Clay Stone Briggs (D) - 8. Daniel E. Garrett (D) - 9. Joseph J. Mansfield (D) - 10. James P. Buchanan (D) - 11. Tom Connally (D) - 12. Fritz G. Lanham (D) - 13. Guinn Williams (D) - 14. Harry M. Wurzbach (R) - 15. John Nance Garner (D) - 16. Claude Benton Hudspeth (D) - 17. Thomas L. Blanton (D) - 18. John Marvin Jones (D) Utah 2 Wahlbezirke - 1. Don B. Colton (R) - 2. Elmer O. Leatherwood (R) Vermont 2 Wahlbezirke - 1. Frederick G. Fleetwood (R) - 2. Porter H. Dale (R) bis zum 11. August 1923 - Ernest Gibson (R) ab dem 6. November 1923 Virginia 10 Wahlbezirke - 1. S. Otis Bland (D) - 2. Joseph T. Deal (D) - 3. Andrew Jackson Montague (D) - 4. Patrick H. Drewry (D) - 5. J. Murray Hooker (D) - 6. Clifton A. Woodrum (D) - 7. Thomas W. Harrison (D) - 8. R. Walton Moore (D) - 9. George C. Peery (D) - 10. Henry St. George Tucker III (D) Washington 5 Wahlbezirke - 1. John Franklin Miller (R) - 2. Lindley H. Hadley (R) - 3. Albert Johnson (R) - 4. John W. Summers (R) - 5. J. Stanley Webster (R) bis zum 8. Mai 1923 - Samuel B. Hill (D) ab dem 25. September 1923 West Virginia 6 Wahlbezirke - 1. Benjamin L. Rosenbloom (R) - 2. Robert Allen (D) - 3. Stuart F. Reed (R) - 4. George William Johnson (D) - 5. Thomas Jefferson Lilly (D) - 6. J. Alfred Taylor (D) Wisconsin 11 Wahlbezirke - 1. Henry A. Cooper (R) - 2. Edward Voigt (R) - 3. John M. Nelson (R) - 4. John C. Schafer (R) - 5. Victor L. Berger (Sozialist) - 6. Florian Lampert (R) - 7. Joseph D. Beck (R) - 8. Edward E. Browne (R) - 9. George J. Schneider (R) - 10. James A. Frear (R) - 11. Hubert H. Peavey (R) Wyoming Staatsweite Wahlen - Charles E. Winter (R) |

Nicht stimmberechtigte Mitglieder im Repräsentantenhaus:
- Alaska-Territorium:
  - Daniel Sutherland (R)
- Hawaii-Territorium:
  - William Paul Jarrett (D)
- Philippinen:
  -  Pedro Guevara
  - Isauro Gabaldon
- Puerto Rico:
  - Félix Córdova Dávila